# Нойзер, Вольфганг
Вольфганг Нойзер (нем. Wolfgang Neuser; род. 25 декабря 1950) — немецкий философ.
Доктор философии, профессор, заведующий кафедрой философии в Техническом университете в Кайзерслаутерне (Германия), гостевой профессор в Папском католическом университете в Риу-Гранди-ду-Сул, Порту-Алегри/Бразилия (Pontifícia Universidade Católica do Rio Grande do Sul, Porto Alegre/Brasilien).

## Биография
Изучал физику, астрономию, философию и историю науки в университетах Тюбингена, Мюнхена, Гейдельберга и Касселя.
1979 — получил диплом физика.
1986 — защитил кандидатскую диссертацию по философии (промоцион, Dr. Phil.).
1992 — защитил докторскую диссертацию по философии (хабилитация).
С 1995 — заведующий кафедрой философии в Техническом университете в Кайзерслаутерне, специализируется на философских вопросах науки и техники.